# Nimba-Spitzmaus
Die Nimba-Spitzmaus (Crocidura nimbae) ist eine Spitzmausart aus der Gattung der Weißzahnspitzmäuse (Crocidura). Der Artname bezieht sich auf den Mont Nimba im südöstlichen Guinea.

## Merkmale
Die Nimba-Spitzmaus ist eine mittelgroße Spitzmausart, die eine Kopf-Rumpf-Länge von 75 bis 90 mm erreicht. Die Schwanzlänge beträgt 50 bis 57 mm, die Hinterfußlänge 16 bis 17 mm. Die Ohrenlänge ist nicht bekannt. Das Gewicht beträgt 8 bis 19 g. Die Schädellänge erreicht 25,5 bis 26,5 mm und die Schädelbreite 10 mm. Die gesamte Länge der oberen Zahnreihe vom ersten Schneidezahn bis zum dritten Mahlzahn beträgt 12 mm. Das kurze, dichte Fell hat einen seidenen Schimmer. Die Fellhaare sind ca. 3 mm lang. Das Rückenfell ist dunkelbräunlich-grau bis grau mit vereinzelten Sprenkeln. Die Haare sind dunkelgrau an der Basis und werden zur Spitze hin brauner. Vereinzelte Haare haben helle Spitzen. Das Bauchfell ist etwas heller und grauer als das Rückenfell. An der unteren Hälfte sind die Haare grau, an der oberen Hälfte bräunlichgrau. Manchmal sind die Haarspitzen weiß. Die auffälligen Ohren sind nicht vom Fell verdeckt. Die Flankendrüse ist als kleiner ovaler Flecken auf der unbehaarten Haut sichtbar. Die Vorder- und Hinterfüße sind fleischfarben mit vereinzelten kurzen, braunen Haaren an der Oberseite und weißlichen Haaren an den Zehen. Der relativ kurze Schwanz macht ca. 40 Prozent der Kopf-Rumpf-Länge aus. Er ist zweifarbig, dunkelbräunlich-grau an der Oberseite, heller an der Unterseite und bis zu ca. 70 Prozent mit Fell bedeckt. Der erste Schneidezahn ist lang und hakenförmig. Der dritte Mahlzahn ist schmal bis mittelgroß. Der Karyotyp und die Anzahl der Zitzen sind nicht bekannt.

## Verbreitungsgebiet

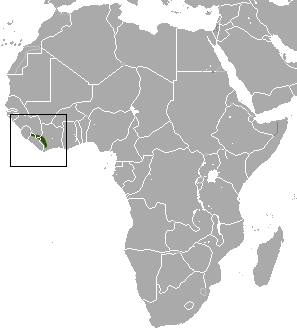
Verbreitungsgebiet

Das Verbreitungsgebiet erstreckt sich von Sierra Leone, dem südöstlichen Guinea, über Liberia bis zur westlichen Elfenbeinküste.

## Lebensraum
Die Nimba-Spitzmaus bewohnt Regenwälder im Mittelgebirge und im Flachland. Häufig werden sumpfige Gebiete bevorzugt. Ferner wurde die Nimba-Spitzmaus in Kakao-Kaffee-Plantagen, in Sekundärwäldern, Primärwäldern, in alten und jungen Waldplantagen sowie auf Feldern beobachtet. Die Art meidet offenbar alte Brachen.

## Nahrungsverhalten
Die Nimba-Spitzmaus ist überwiegend ein Insektenfresser. Gelegentlich bereichern andere Wirbellose das Nahrungsangebot. Durch eine 2004 veröffentlichte Studie, die im Nationalpark Taï in der Elfenbeinküste durchgeführt wurde, ermittelten die Forscher neun Gruppen von Wirbellosen, die zum Nahrungsspektrum der Nimba-Spitzmaus gehören: Ameisen (53 Prozent), ausgewachsene Käfer (41 Prozent), Webspinnen (29 Prozent), Doppelfüßer (18 Prozent), Asseln (17 Prozent), Schaben (12 Prozent) sowie Wanzen, Termiten und Fangschrecken (mit je 6 Prozent).